# Mercedes MGP W01
La  Mercedes MGP W01 è un'automobile monoposto sportiva di Formula 1 costruita dalla casa automobilistica Mercedes, per partecipare al Campionato del Mondo 2010 di Formula 1. È stata presentata al Circuito Ricardo Tormo di Valencia il 1º febbraio 2010.
La vettura rappresenta il ritorno in prima persona per la casa di Stoccarda in F1 dopo un'assenza che durava dal 1955. La Mercedes è rientrata nel mondiale acquistando la Brawn GP. I piloti, entrambi tedeschi, sono Nico Rosberg, proveniente dalla Williams e il rientrante Michael Schumacher.

## Livrea
La vettura ha una livrea grigia in cui spicca il simbolo azzurro dello sponsor Petronas. La livrea era stata presentata già il 26 gennaio 2010, colorando con gli stessi colori la Brawn BGP 001, impiegata nella stagione precedente.

## Aspetti tecnici
La monoposto presenta rispetto alla Brawn BGP 001 un cofano motore più ampio per ospitare un serbatoio più capiente, in quanto da questa stagione sono nuovamente vietati i rifornimenti in gara.
Dal Gran Premio di Spagna viene presentato il nuovo cofano motore, oltre che una scocca e un passo allungati. Il cofano motore presenta una forma particolare nella presa d'aria, che viene divisa da una paratia.

## Scheda tecnica
- Lunghezza: 4800 mm
- Larghezza: 1800 mm
- Altezza: 950 mm
- Peso: 620 Kg min.
- Carreggiata anteriore: -
- Carreggiata posteriore: -
- Passo: -
- Telaio: materiali compositi, a nido d'ape con fibre di carbonio
- Trazione: posteriore
- Frizione:
- Cambio: longitudinale, 7 marce e retromarcia (comando semiautomatico sequenziale a controllo elettronico)
- Differenziale:
- Freni:
- Motore: Mercedes FO108 X - 18.000 RPM
  - Num. cilindri e disposizione: 8 a V 90°
  - Cilindrata: 2.400 cm³
  - Alesaggio: -
  - Distribuzione: Valvole a richiamo pneumatico
  - Valvole: 32
  - Materiale blocco cilindri:
  - Olio: Petronas Syntium
  - Benzina: Petronas Plus
  - Peso: 95 kg (minimo regolamentare)
  - Alimentazione:
  - Accensione:
- Sospensioni:
- Pneumatici: Bridgestone
- Cerchi: BBS 13"

## Piloti
- Michael Schumacher -  - n. 3
- Nico Rosberg -  - n. 4
- Nick Heidfeld -  - collaudatore-terzo pilota (gare 1-12)[4]

Nick Heidfeld ha svolto il ruolo di terzo pilota fino all'agosto 2010, quando è stato ingaggiato dalla Pirelli per testare gli pneumatici in vista della stagione 2011, per poi diventare pilota della Sauber dal Gran Premio di Singapore, sostituendo Pedro de la Rosa.

## Stagione 2010

### Test
Il primo giorno dei test a Valencia, il 1º febbraio, viene svolto da entrambi i piloti, con subito un buon riscontro nei tempi. Sempre nella sessione di Valencia la vettura è stata sempre meno veloce della Ferrari F10.
Migliori risultati si sono avuti nella prima sessione di Jerez (10-13 febbraio), in cui, nel primo giorno, sotto la pioggia, Nico Rosberg ha fatto segnare il miglior tempo. Il secondo giorno è stata la volta di Schumacher che ha completato un long-run, prima di venir nuovamente sostituito da Rosberg il terzo giorno dei test. L'ex pilota della Ferrari è stato nuovamente il protagonista dei test il quarto giorno.
Anche nella sessione del 17-20 febbraio, sempre a Jerez, i due piloti si sono alternati alla guida della monoposto.
Nell'ultima sessione, svolta a Barcellona dal 25 al 28 febbraio, il primo giorno Rosberg ha fatto segnare il terzo miglior tempo, mentre il terzo giorno, dopo che nel secondo era stato Schumacher a testare la vettura, Rosberg fa segnare il miglior tempo di giornata.

### Campionato
Nelle prime due gare di campionato entrambe le vetture giungono a punti. Nella gara d'esordio Rosberg è quinto mentre Schumacher è sesto. In Australia Rosberg bissa il quinto posto del Bahrain, mentre Schumacher è solo decimo, anche a causa di un piccolo incidente nelle fasi iniziali della gara che lo costringe a un pit-stop per cambiare l'alettone anteriore.

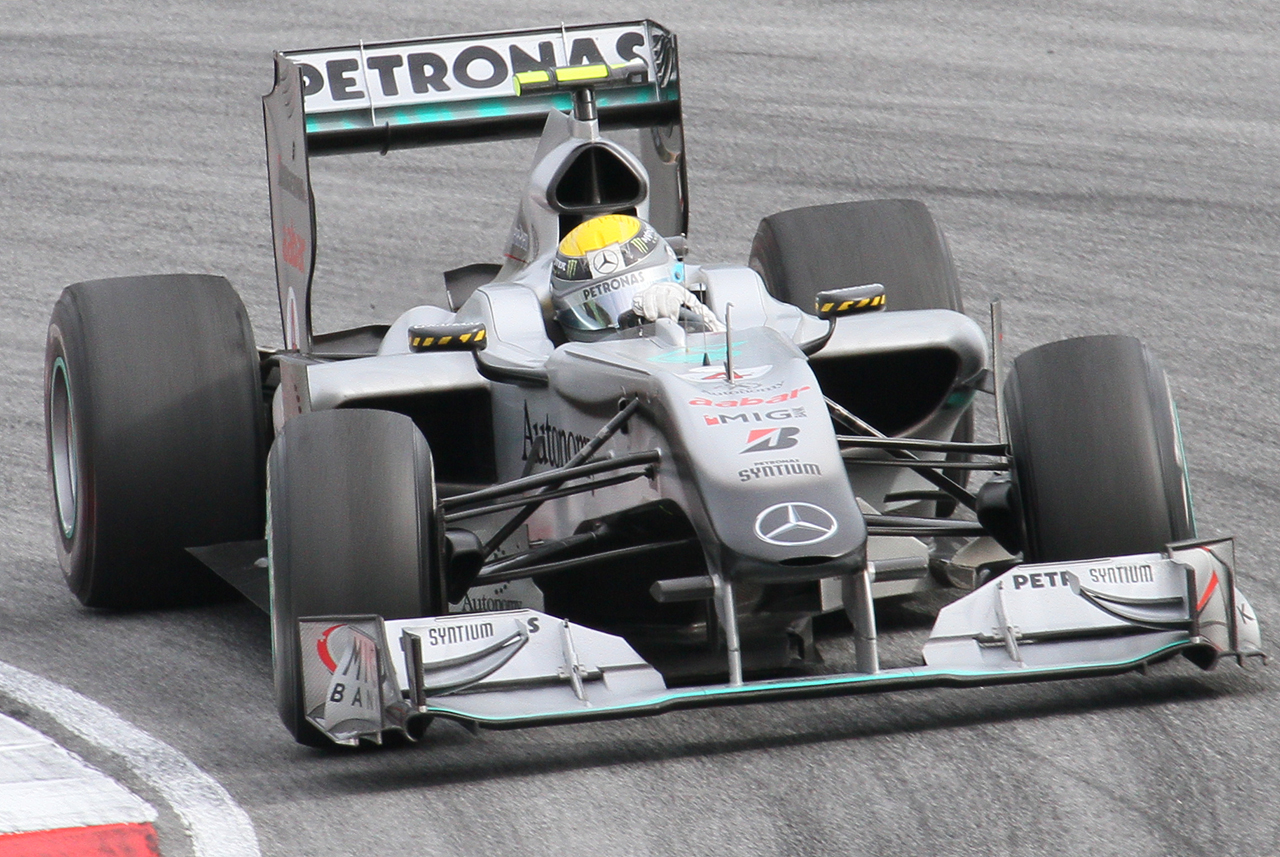
Nico Rosberg conquista un ottimo podio al Gran Premio della Malesia

Nella terza gara, in Malesia, Rosberg coglie il terzo posto, mentre Schumacher è costretto al ritiro per un guasto alla sospensione. È il primo podio per la casa tedesca dal Gran Premio d'Italia 1955. Rosberg è terzo anche in Cina, mentre è solo con la versione a passo allungato, presentata a Barcellona, che Schumacher riesce per la prima volta a terminare la gara davanti al suo compagno di scuderia, ai margini del podio. A Monaco Schumacher viene penalizzato di 25 secondi per aver passato Fernando Alonso in regime di safety car.
La vettura si dimostra meno competitiva nella restante parte della stagione, conquistando solo un altro podio, a Silverstone con Rosberg. La scuderia chiude comunque al quarto posto nella classifica costruttori.

## Risultati F1
| Anno | Team        | Motore                       | Gomme | Piloti             |   |    |     |    |    |    |   |    |    |   |   |     |   |   |    |    |     |   |     | Punti | Pos. |
| ---- | ----------- | ---------------------------- | ----- | ------------------ | - | -- | --- | -- | -- | -- | - | -- | -- | - | - | --- | - | - | -- | -- | --- | - | --- | ----- | ---- |
| 2010 | Mercedes GP | Mercedes-Benz FO 108X 2.4 V8 | B     | Michael Schumacher | 6 | 10 | Rit | 10 | 4  | 12 | 4 | 11 | 15 | 9 | 9 | 11  | 7 | 9 | 13 | 6  | 4   | 7 | Rit | 214   | 4º   |
| 2010 | Mercedes GP | Mercedes-Benz FO 108X 2.4 V8 | B     | Nico Rosberg       | 5 | 5  | 3   | 3  | 13 | 7  | 5 | 6  | 10 | 3 | 8 | Rit | 6 | 5 | 5  | 17 | Rit | 6 | 4   | 214   | 4º   |

| Legenda | 1º posto     | 2º posto | 3º posto    | A punti         | Senza punti/Non class.  | Grassetto – Pole position Corsivo – Giro più veloce |
| Legenda | Squalificato | Ritirato | Non partito | Non qualificato | Solo prove/Terzo pilota | Grassetto – Pole position Corsivo – Giro più veloce |